# Час (газета, Баварія)
«Час»  (нім. Czas, англ. The Time) — ліберальний націоналістичний тижневик, що виходив у місті Фюрт (Баварія) у період з 1945 по 1949 роки. Роман Ільницький був видавцем та редактором видання, а головним редактором був Микола Колянківський.
Деякі співробітники та автори:
- Богдан Галайчук
- Зенон Кузеля
- Роман Рахманний
- Зенон Пеленський
- Мирослав Стиранка
- Михайло Сосновський
- Лев Ребет
- Володимир Янів
- Василь Барка
- Святослав Гординський
- Юрій Косач
- Богдан Кравців
- Віктор Петров
- Юрій Шерех (Шевельов)

Журнал «Час» мав добре структуровану літературно-художню сторінку, включаючи розділи з оглядами книг та театральною критикою. Максимальний тираж газети склав 15 000 примірників (за 1948 рік). Внаслідок міграційних процесів у серпні 1949 року видання «Час» об'єдналося з газетою «Українець» в Парижі, отримавши назву «Українець-Час», але втративши зв'язок із більшістю попередніх редакторів та авторів. 